# Ludo Peeters
Ludo Peeters (Hoogstraten, 9 de agosto de 1953) fue un antiguo ciclista belga.
Profesional de 1974 a 1990, cuenta con 76 victorias. Ha participado en diez Tours de Francia, donde ha ganado tres etapas: en 1980 en Corbières, en 1982 en Möhlin y en 1986 en Saint-Hilaire-du-Harcouët. Ha llevado dos veces el maillot amarillo: en 1982 y en 1984.

## Palmarés
| 1976 - Gran Premio de Saint-Tropez - Flèche Hesbignonne - Circuito de la Vallée de la Senne - Circuit de l'Escaut 1977 - París-Bruselas - Circuit Mandel-Lys-Escaut, más 1 etapa - Circuit de Brecht - 1 etapa de la Vuelta a los Países Bajos - 1 etapa del Gran Premio de Midi Libre - 1 etapa del Tour de l'Aude 1978 - Tour de Luxemburgo - Leeuwse Pijl - Schaal Sels - Circuito de Brabant central 1979 - París-Bruselas - Circuit Mandel-Lys-Escaut - Leeuwse Pijl - Circuit de Wallonie - Druivenkoers Overijse 1980 - Scheldeprijs Vlaanderen - Circuit de la Vallée de la Lys - 1 etapa del Tour de Francia - 1 etapa de la Vuelta a Suiza - 1 etapa de la Vuelta a Bélgica - Clasificación de la combinada del Tour de Francia 1981 - Circuito de la Vallée de la Lys - Bristol-Bradford - Circuito de la Côte Ouest - 1 etapa del Tour de Romandía - 1 etapa de la Volta a Cataluña | 1982 - Gran Premio de Fráncfort - Ronde van Ijsselmeer - 1 etapa del Tour de Francia - 2 etapas de la Volta a Cataluña 1983 - Gran Premio de Fráncfort - Gran Premio Raymond Impanis - París-Tours - Circuito de las Ardenas Flamencas-Ichtegem - 1 etapa de la Semana Catalana - 1 etapa de la Estrella de Bessèges - 2 etapas de la Volta a Cataluña 1984 - Scheldeprijs Vlaanderen 1985 - París-Tours - Campeonato de Zúrich - Vuelta a Bélgica, más 1 etapa - 1 etapa del Tour de l'Aude 1986 - 1 etapa del Tour de Francia 1987 - Kuurne-Bruselas-Kuurne 1989 - Circuit de la Vallée de la Lys |

## Resultados en las grandes vueltas

### Tour de Francia
- 1979 : 36.º
- 1980 : 8.º, ganador de etapa
- 1981 : 59.º
- 1982 : 34.º, ganador de etapa,  maillot amarillo durante un día
- 1984 : 57.º,  maillot amarillo durante un día
- 1985 : 48.º
- 1986 : 69.º, ganador de etapa
- 1987 : 96.º
- 1988 : 89.º
- 1989 : 63.º

### Vuelta a España
- 1975 : 45.º

### Clásicas, Campeonatos y JJ. OO.
| Carrera                | Carrera                | 1974 | 1975 | 1976 | 1977 | 1978 | 1979  | 1980 | 1981 | 1982 | 1983 | 1984 | 1985 | 1986 | 1987 | 1988 | 1989 | 1990 |
| ---------------------- | ---------------------- | ---- | ---- | ---- | ---- | ---- | ----- | ---- | ---- | ---- | ---- | ---- | ---- | ---- | ---- | ---- | ---- | ---- |
| Omloop Het Nieuwsblad  | Omloop Het Nieuwsblad  | —    | 59.º | 17.º | 3.º  | —    | —     | 26.º | —    | 37.º | 10.º | 3.º  | 42.º | —    | —    | 31.º | 8.º  | —    |
| Kuurne-Bruselas-Kuurne | Kuurne-Bruselas-Kuurne | —    | 13.º | —    | —    | —    | —     | 2.º  | —    | 22.º | —    | —    | —    | —    | 1.º  | —    | —    | —    |
|                        | Milan San Remo         | —    | —    | 26.º | —    | —    | —     | 20.º | —    | —    | —    | 21.º | 65.º | —    | 62.º | 35.º | —    | —    |
| A través de Flandes    | A través de Flandes    | —    | 20.º | —    | —    | —    | —     | —    | —    | —    | —    | 12.º | —    | —    | 23.º | 12.º | —    | —    |
| E3 Harelbeke           | E3 Harelbeke           | —    | —    | —    | 30.º | 18.º | 22.º  | 25.º | —    | —    | —    | 7.º  | —    | —    | 11.º | 13.º | 19.º | —    |
| Gante-Wevelgem         | Gante-Wevelgem         | —    | —    | 14.º | 8.º  | 5.º  | 27.º  | —    | 7.º  | 37.º | 9.º  | 12.º | —    | 6.º  | 9.º  | 4.º  | 40.º | 92.º |
|                        | Tour de Flandes        | —    | 48.º | —    | —    | 23.º | —     | —    | —    | —    | 2.º  | —    | —    | 18.º | 9.º  | 37.º | 33.º | —    |
| Scheldeprijs           | Scheldeprijs           | —    | 17.º | 10.º | 2.º  | —    | 11.º  | 1.º  | 28.º | —    | —    | 1.º  | 21.º | —    | 22.º | —    | —    | —    |
|                        | París-Roubaix          | —    | —    | 27.º | —    | —    | —     | 9.º  | —    | 8.º  | —    | 17.º | 18.º | 5.º  | —    | 37.º | 11.º | —    |
| Flecha Brabanzona      | Flecha Brabanzona      | —    | —    | —    | 12.º | 3.º  | —     | —    | 19.º | —    | 4.º  | —    | —    | —    | —    | —    | —    | —    |
| Amstel Gold Race       | Amstel Gold Race       | —    | 23.º | —    | 52.º | —    | —     | —    | 34.º | 7.º  | —    | 35.º | 7.º  | —    | 20.º | —    | —    | —    |
| Flecha Valona          | Flecha Valona          | —    | 58.º | 17.º | 3.º  | —    | —     | 26.º | —    | 37.º | 10.º | 3.º  | 42.º | —    | —    | 31.º | 8.º  | —    |
|                        | Lieja-Bastoña-Lieja    | —    | —    | —    | 18.º | 10.º | 14.º  | 6.º  | 3.º  | —    | 33.º | —    | 58.º | —    | 61.º | —    | 54.º | —    |
| Campeonato de Zúrich   | Campeonato de Zúrich   | —    | —    | —    | —    | —    | 39.º  | —    | 13.º | —    | —    | 26.º | 1.º  | 46.º | 16.º | —    | —    | —    |
| Clásica San Sebastián  | Clásica San Sebastián  | —    | —    | —    | —    | —    | —     | —    | —    | —    | —    | —    | —    | 7.º  | 65.º | 9.º  | —    | —    |
| París-Tours            | París-Tours            | 36.º | 57.º | 77.º | 45.º | —    | 103.º | —    | —    | 7.º  | 1.º  | 20.º | 1.º  | 21.º | —    | —    | —    | —    |
| Mundial en Ruta        | Mundial en Ruta        | —    | —    | —    | Ab.  | Ab.  | —     | Ab.  | —    | 23.º | Ab.  | 12.º | —    | 9.º  | —    | —    | —    | —    |
| Bélgica en Ruta        | Bélgica en Ruta        | —    | —    | 4.º  | —    | 8.º  | —     | 8.º  | —    | 12.º | 4.º  | —    | 9.º  | 10.º | 11.º | —    | —    | —    |

 —: No participa
 Ab.: Abandona
 X: Ediciones no celebradas